# 笑いの剣
『笑いの剣』（わらいのつるぎ）は、1994年4月3日から同年12月25日まで朝日放送（ABCテレビ）で放送されていた関西ローカルのバラエティ番組である。正式タイトルは「笑いの剣 2丁目 GAG FIGHTER」。サッポロビールの一社提供。

## 放送時間
いずれも日本標準時。
- 日曜 12:00 - 12:45 （1994年4月3日 - 1994年9月25日）
- 日曜 12:00 - 12:55 （1994年10月2日 - 1994年12月25日） - 同時間帯にテレビ朝日で放送されていた『Jリーグ A GOGO!!』が10分拡大し、その直後の時間帯に放送されていた『新婚さんいらっしゃい!』と『パネルクイズ アタック25』がその分繰り下げられたため、本番組も10分拡大した。

## 概要
MC担当は清水圭・和泉修（圭・修）で、主に清水圭が司会進行役を務めていた。ナレーターは、前期には青野敏行が務めていた。
番組は毎回吉本興業のお笑い芸人たちを20組近くゲストに招き、和泉修率いる「帝国軍」と蔵野孝洋（現・ほんこん）率いる「反乱軍」とに分けて勝負させていた。賞金は毎週10万円ずつ加算されていき、3連勝したほうが貯まった賞金を全額手に入れられた。もともとは「圭・修帝国軍」と「130R反乱軍」だったが、蔵野の相方の板尾創路が女子中学生へのわいせつ行為で逮捕されて芸能活動を自粛したため、前述の体制になった。

### 前期
全5ステージ制。
- 1stステージ「電撃ギャグバトル」 - 両軍の芸人が次々と出てきて一発ギャグを披露。天の声（中期からはゲスト）が面白いかどうかをジャッジし、合格1組につき1ポイント。
- 2ndステージ「場外フリーバトル」 - 両軍から1組ずつロケVTRを作り、それを判定。初回は3人の「覆面審査員」の多数決、2回目以降は客席50人の投票で勝敗を決定。中期からはゲスト1人（10票分）と客席40人の投票の合計で判定。勝った方に10ポイント。
- 3rdステージ「持ちネタバトル」 - 両軍の代表者が1組ずつ出てネタを披露し、判定。判定や得点は2ndステージに準ずる。
- 4thステージ「CMバトル」 - スポンサーであるサッポロビールの30秒CMを作り、それを判定。判定や得点は2ndステージに準ずる（優秀な作品はこの番組内に限らず実際にサッポロビールのCMとして放送される）。
- ファイナルステージ「団結バトル」 - 両軍全員でフリップ大喜利・組体操・集団コントなど、毎回変わるテーマで勝負。判定は第1回は覆面審査員1人につき10ポイント、2回目以降は客席50人（中期からはゲスト＋客席40人）の投票結果がそのままポイントに加算される。

### 後期
全4ステージ制。
- 1stステージ「ぴったしチンチン！ゲストクイズバトル」 - 毎回登場するゲストにまつわるクイズを出題する。1問正解するごとに5ポイント獲得。
- 2ndステージ「持ちネタバトル」 - 前期と同じ。
- 3rdステージ「CMバトル」 - 前期と同じ。
- ファイナルステージ「団結バトル」 - 前期と同じ。

### リニューアル後（1994年10月以降）
対決方式を廃止し、吉本芸人が体を張って挑戦するドキュメンタリーと吉本芸人が芸を披露する方式になった。

## 出演者

### メイン
- 清水圭（清水圭・和泉修） - 司会進行役
- 和泉修（清水圭・和泉修） - 帝国軍リーダー
- 蔵野孝洋（130R） - 反乱軍リーダー

### ナレーター
- 青野敏行 - 前期担当

### 吉本芸人
- 千原兄弟
- ジャリズム
- メッセンジャー
- 水玉れっぷう隊
- シェイクダウン
- リミテッド
- 中川家
- LaLaLa
- ぴのっきを

- スミス夫人
- 松口VS小林
- 誉
- しましまんず
- ベイブルース
- 杉岡みどり
- やるじゃねぇかーず浦井
- お笑い番長
- トクトミトコナミ

## テーマソング

### オープニングテーマ
- 恋がまぶしくて（大阪パフォーマンスドール） - 前期
- ただ明日に負けないように（DYNAMITE MAKER） - 後期以降

### エンディングテーマ
- You In The Mirror（DYNAMITE MAKER） - 前期
- チェリー・パレード（大阪パフォーマンスドール） - 後期以降

| 朝日放送 日曜12:00 - 12:45枠                                                                                        | 朝日放送 日曜12:00 - 12:45枠                                                                                   | 朝日放送 日曜12:00 - 12:45枠                             |
| 前番組 | 番組名 | 次番組                                                   |
| --- | --- | -------------------------------------------------------- |
| ファンキーモンキー寛平先生がゆく! （1992年4月5日 - 1994年3月27日） - ここまで『日曜笑劇場』                         | 笑いの剣 2丁目 GAG FIGHTER （1994年4月3日 - 1994年12月25日）                                                   | すんげー!Best10 （1995年1月 - 1995年3月）                |
| 朝日放送 日曜12:45 - 12:55枠                                                                                        | |                                                          |
| 新婚さんいらっしゃい! （1975年4月6日 - 1994年9月25日） ※12:45 - 13:15 【10分繰り下げて継続】 - ここまで全国ネット枠 | 笑いの剣 2丁目 GAG FIGHTER （1994年10月2日 - 1994年12月25日） ※12:00 - 12:55 【10分拡大】 - ここからローカル枠 | すんげー!Best10 （1995年1月 - 1995年3月） ※12:00 - 12:55 |